# Maurice Brocco
Pour les articles homonymes, voir Brocco.
Marie Maurice Brocco, né le 28 janvier 1883 à Fismes et mort le 26 juin 1965 à Mûrs-Erigné, est un cycliste français professionnel de 1906 à 1927.

## Biographie
Brocco est issu d'une famille arrivée de Suisse italienne, à Fismes au XIXe siècle. Son père, Louis Paul, est peintre en bâtiment ; sa mère est Henriette Eugénie Carlier. En 1903, il exerce la profession de charcutier à Fismes.
Vers 1906, Brocco « monte » à Reims, il devient membre du Gallia Club rémois et du Club Athlétique rémois où il côtoie Léon Hourlier, et se fait une spécialité dans la course à pied ; dont une brillante victoire dans une course pédestre sur route d'environ 23 kilomètres, appelée « Marathon de Champagne ». En 1907, il est détenteur du record de Champagne, de l'heure, à pied, avec plus de 16 kilomètres. Il est champion de Champagne du 1 000 au 5 000 mètres.
Il pratique aussi le vélo. Il est entraîné par Henry de César, célèbre en Champagne, qui était l'entraîneur officiel des stayers rémois. Il est médaillé de bronze du demi-fond amateurs, sur 100 km, aux Championnats du monde de cyclisme sur piste 1907 à Paris. Il bat le record de l'heure derrière tandem en 1908.
Vers 1910, Brocco s'installe à Paris et entame une carrière de professionnel sur route et se mesure aussi aux champions de l'époque sur la piste.
En 1910, Brocco obtient la plus belle victoire de sa carrière sur route quand il triomphe dans Paris-Bruxelles. Brocco termine la course à la quatrième place, mais les trois premiers coureurs, dont Octave Lapize qui avaient franchi les premiers la ligne, ont été disqualifiés pour ne pas observer une section neutralisée à mi-course, laissant Brocco être déclaré vainqueur.
Il fait partie de l'équipe française pour le match Belgique-France de 1912, au vélodrome du Karreveld à Bruxelles.
Brocco est le premier à franchir le col de la Faucille (1 323 m) en 1911, dans la 4e étape Belfort- Chamonix (340 km) du Tour de France 1911. La même année, durant la 9e étape, Perpignan – Luchon, Henri Desgrange lui reproche d'avoir soutenu son leader, François Faber, en difficulté dans une ascension. À l'époque, le Tour se courait individuellement et aucune aide extérieure n'était autorisée, même d'un coéquipier. Brocco a fait appel de cette décision devant l’U.V.F. ; La sanction ayant besoin d'être entérinée à Paris, Brocco profite du règlement qui autorise les éliminés à poursuivre le trajet du Tour sans figurer au classement général. Maurice Brocco put prendre le départ de l'étape suivante, avec dans sa roue un Henri Desgrange décidé à le prendre en flagrant délit. Le défi fut relevé à la pédale, Brocco lâcha un à un les meilleurs pour l'emporter avec plus de 30 minutes d'avance ; 4e à Barèges après l’ascension du Tourmalet, Brocco passe en tête au col d'Aubisque et traverse Eaux-Bonnes (km 149) avec 16 min d’avance sur Gustave Garrigou et Émile Georget. Brocco poursuit sa route pour brillamment remporter cette étape avec 34 minutes d’avance sur Garrigou, plus que jamais solide leader de l’épreuve. Ce qui ne l'empêcha d'être mis dans le train, le soir, par le patron du Tour. Brocco remporte cette 10e étape afin de montrer à Henri Desgrange sa valeur, puis quitte le Tour 1911. Ce dernier s’en étonne dans les colonnes de L'Auto : « Pourquoi avoir attendu que l’on vous exclue de la course pour faire vos preuves ? ».
Brocco est mobilisé depuis le début de la Première Guerre mondiale comme cycliste au 19e Escadron du Train (19e ETEM). Il se marie avec Pauline Eugénie Besnier, le 18 avril 1916, à Paris. Brocco a perdu ses meilleures années pendant la Première Guerre mondiale, il est revenu à la compétition en 1919 à 34 ans et trouve un certain succès dans les courses de six jours.
Brocco est une des attractions, du Vel'd'Hiv. Ernest Hemingway, assidu des Six jours de Paris, est son supporter no 1. C'est aux États-Unis que Brocco est allé chercher la gloire en remportant les Six jours de New York et de Chicago. Outre-Atlantique, les organisateurs lui firent des ponts d'or, faisant de ce « little fellow of Fismes » un des pistards les mieux payés. Sur toutes les pistes du monde, c'était Coco. Quand il courait, les gens chantaient « Hardi Coco, Hardi Coco. T'es bien le roi du vélo ». Jimmy pour les Américains qui le considèrent, par suite de la consonance de son nom, comme un Italien, et qu'ils annoncent comme tel depuis que Brocco participe à leurs épreuves.
En 1925, lors des Six jours de Paris, il tourne dans L'Inconnue des six jours, un film inédit de René Sti,.
La retraite sportive venue, il devient patron de café à Granville puis à Vire. Le coureur devient un dirigeant de club, Vire devint un point de passage obligé du Tour de France pendant plusieurs années. Coco suivit le Tour comme consultant du journal Paris-Soir où ses chroniques étaient appréciées.
Pendant la Seconde Guerre mondiale, il est actif dans la résistance, avec le réseau Jean, Jacques et Lise d’Henri Schuh (Maurice Buckmaster),.

## Palmarès sur route
| - 1907 - Paris-Dieppe - 2e de Versailles-Orléans - 2e de Paris-Louviers - 3e du championnat de France sur route amateurs - 1908 - Herve-Tirlemont-Herve - Rennes-Brest - 2e du Tour de Belgique - 3e du championnat de France sur route - 1909 - Rennes-Brest - 1 étape du Grand Prix Wolber - 1910 - Paris-Bruxelles - 2e du championnat de France sur route - 1911 - 10e étape du Tour de France - 4e du Tour de Lombardie | - 1912 - 3e du Tour de Lombardie - 2e du Championnat des porteurs de journaux - 1913 - 2e du championnat de France sur route - 2e du Tour de Lombardie - 1914 - Paris-Nancy - 3e du championnat de France sur route - 1919 - 3e du championnat de France sur route - 1920 - 3e du championnat de France sur route - 1923 - 3e du Critérium des As |

## Résultats sur les grands tours

### Tour de France
- 1908 : abandon (9e étape)
- 1910 : abandon (6e étape)
- 1911 : éliminé (9e étape) et vainqueur d’une étape. Brocco est mis hors-course lors de la 9e étape et remporte la 10e.
- 1912 : abandon (3e étape)
- 1913 : abandon (3e étape)
- 1914 : 23e

### Tour d’Italie
- 1910 : abandon
- 1911 : abandon

## Palmarès sur piste

### Championnats du monde
- Paris 1907
  -  Médaillé de bronze du demi-fond amateurs

### Six jours
- Six jours de New York : 1920 (avec Willy Coburn)[14], 1921 (avec Alfred Goullet)[15] et 1924 avec (Marcel Buysse)
- Six jours de Chicago : 1923 (avec Oscar Egg)

## autres
- 1924
  - Course à l'américaine à Reims : Brocco-Debaets devance Faudet-Toussaint[16]